# 清水灣半島巴士總站
清水灣半島巴士總站（英文：Oscar By The Sea Bus Terminus）位於西貢區將軍澳南部清水灣半島外的蓬萊路。現時有2條巴士路線及一條專線小巴路線以此為總站，另有六條巴士路線途經此站。

## 歷史
清水灣半島一期於2001年8月入伙，二期則於2002年5月入伙。由於很少巴士線途經清水灣半島，所以開辦了小巴109M線接駁居民到坑口站乘搭港鐵。
新巴為擴展客源，於2002年10月27日將796S延長至清水灣半島, 九巴則於2004年2月23日將98S延長路線，早晚來回繞經清水灣半島。
另外，本來新巴797M線及九龍巴士298E線亦曾經途經此總站，可是在使用率偏低的情況下，於2006年7月31日起不再駛入此站。現時298E途經之清水灣半島站並非此站，而是位於環保大道近清水灣半島。

## 總站路線資料（巴士）

### 城巴790線
- 清水灣半島 ↔ 尖沙咀（麼地道）

於2022年12月12日起投入服務，途經日出康城、將軍澳－藍田隧道、觀塘繞道、九龍灣、啟德隧道、東九龍走廊及佐敦。

### 城巴795X線
- 清水灣半島 ↔ 蘇屋邨

於2022年2月28日起投入服務，途經將軍澳南、調景嶺、將軍澳市中心、將軍澳隧道、觀塘繞道、九龍灣、啟德隧道、東九龍走廊、油麻地、旺角、西九龍走廊、美孚及長沙灣。

## 總站路線資料（專線小巴）

### 新界區專線小巴109M線
- 清水灣半島 ↔ 坑口站

## 途經路線資料（巴士）

### 九龍巴士98線
- 將軍澳工業邨 ↺ 牛頭角站

2020年10月2日配合將軍澳隧道巴士轉乘站啟用開辦。途經此總站、創紀之城、觀塘市中心及觀塘游泳池，只限往牛頭角站方向途經此總站。

### 九龍巴士98D線（特別班次）
- 康城站 → 尖沙咀東

於2011年8月15日起投入服務，途經此總站、坑口、將軍澳隧道、觀塘繞道、九龍灣、啟德隧道、佐敦及尖沙咀，只於平日上午繁忙時間開出四班。

### 城巴793線
- 將軍澳工業邨 ↔ 蘇屋邨

於2022年8月21日起投入服務，由796C及796E線合併而成，途經此總站、將軍澳南、將軍澳市中心、調景嶺、將軍澳隧道、觀塘繞道、九龍灣商貿區、新蒲崗、九龍城、旺角、深水埗，只限往蘇屋邨方向時途經此站。

### 城巴796X線
- 將軍澳工業邨 ↔ 尖沙咀東

於2000年2月1日起投入服務，2011年3月6日延長至尖沙咀東巴士總站，2011年8月14日延長至康城站公共運輸交匯處，2017年9月25日起延長至將軍澳工業邨，途經此總站、將軍澳南、將軍澳市中心、調景嶺、將軍澳隧道、觀塘繞道、九龍城、馬頭圍、土瓜灣、紅磡及尖沙咀，只限往尖沙咀東方向 (不適用於以將軍澳站為起點站之班次)途經此總站。

### 城巴797線
- 日出康城 ↺ 新蒲崗

2020年10月2日起配合將軍澳隧道巴士轉乘站啟用投入服務，途經此總站、將軍澳隧道、觀塘商貿區、九龍灣商貿區、彩虹邨、鑽石山及新蒲崗，只限往新蒲崗方向途經此總站。

### 城巴798P線
- 將軍澳工業邨 ↔ 大圍站

只限往沙田方向途經此總站。

### 城巴798X線
- 將軍澳工業邨 ↔ 火炭（駿洋邨）

只限往沙田方向途經此總站。

### 城巴A28線
- 日出康城 ↔ 機場

於2015年9月27日投入服務，前身為A29P線，2023年12月18日起改稱A28。途經此總站、將軍澳市中心、調景嶺、尚德邨、翠林邨、康盛花園、寶達邨、安達邨、安泰邨、彩雲邨、牛池灣、鑽石山、黃大仙、呈祥道、青葵公路、青嶼幹線、一號客運大樓及港珠澳大橋香港口岸，只限往機場方向時途經此站。

### 城巴N796線
- 日出康城 ↺ 旺角

於2005年5月1日凌晨投入服務，途經此總站、將軍澳南、將軍澳市中心、調景嶺、觀塘市中心、九龍灣、紅磡、尖沙咀、油麻地、旺角、九龍城、新蒲崗、彩虹邨及牛頭角，只於深宵時段提供服務，只限往九龍方向時途經此站。

## 車坑分佈
| 車坑分佈（以入口最左邊起計） | 車坑分佈（以入口最左邊起計）                                        | 車坑分佈（以入口最左邊起計） |
| 路邊停車灣編號               | 路線                                                                | 座向                         |
| ---------------------------- | ------------------------------------------------------------------- | ---------------------------- |
| A                            | 九龍巴士98、98D線 城巴793、795X、796X、797、798P、798X、A28、N796線 | 北行                         |
| B                            | 專線小巴109M線                                                      | 北行                         |
| C                            | 城巴790線                                                           | 南行                         |

## 外部連結
- 九巴 （页面存档备份，存于）
- 清水灣半島巴士總站 （页面存档备份，存于），城巴／新巴
- 香港巴士大典：清水灣半島總站